# Dieter Münstermann
Dieter Münstermann (* 16. August 1969 in Thun) ist ein ehemaliger Schweizer Fussballspieler und heutiger -trainer.

## Spielerkarriere
Seine Aktivenkarriere begann Münstermann beim FC Wettingen, später spielte er auch noch beim FC Lerchenfeld und dem FC Thun. Mit letzterem spielte er auch in der NLB-Relegation.

## Trainerkarriere
Münstermann trainierte die U16-Auswahl des FC Luzern, mit der er Schweizer Meister wurde, bevor er Co-Trainer in Aarau wurde. Als Maurizio Jacobacci den FC Wil verliess, war Münstermann bereits im Gespräch für dessen Nachfolge. Die Vereinsführung entschied sich aber für Uli Forte. Nachdem dieser nach zwei Jahren den Verein wechselte, übernahm Münstermann, der inzwischen den FC Biel-Bienne in die Challenge League geführt hatte, das Traineramt in Wil. Dieses hatte er nur knapp ein Jahr inne. Wegen angeblich schlechter Leistungen wurde im November 2009 der Vertrag im gegenseitigen Einvernehmen aufgelöst. Es ersetzte ihn zuerst ad interim, später definitiv Axel Thoma.
Münstermann war von 2016 bis 2017 Cheftrainer der FC Luzern Frauen. Von 2017 bis 2021 war er Nachwuchstrainer beim Schweizerischen Fussballverband.